# Хајдоут (Пенсилванија)
Хајдоут (енгл. The Hideout) насељено је место без административног статуса у америчкој савезној држави Пенсилванија.

## Демографија
По попису из 2010. године број становника је 3.013.
| Група             | 2000.    | 2010.         |
| Белци             | 0 (0,0%) | 2.720 (90,3%) |
| Афроамериканци    | 0 (0,0%) | 85 (2,8%)     |
| Азијати           | 0 (0,0%) | 8 (0,3%)      |
| Хиспаноамериканци | 0 (0,0%) | 158 (5,2%)    |
| Укупно            | 0        | 3.013         |